# 創造のパルス
『創造のパルス』（そうぞうのパルス）は、日本のバンドTHE BACK HORNの6枚目のDVDである。2009年7月22日発売。発売元はビクターエンタテインメント。

## 概要
- 2009年4月29日にJCBホールで行われたライブと、それまでのライブツアー「KYO-MEIツアー～創造のパルス～」のドキュメンタリーを収録した2枚組。
- 通常盤と初回限定盤の二種リリース。初回限定盤はスペシャルパッケージ仕様、ツアーファイナルフォトブックレットを封入。。

## 収録曲

### Disc1
1. オープニング～情熱の鼓動～
2. 世界を撃て
3. グラディエーター
4. ブラックホールバースデイ
5. 白夜
6. フロイデ
7. 赤い靴
8. アカイヤミ
9. 人間
10. 罠
11. 生まれゆく光
12. 蛍
13. サニー
14. 声
15. コバルトブルー
16. Encore::無限の荒野
17. Encore::刃
18. Double Encore::泣いている人
19. Double Encore::覚醒
20. Double Encore::エンドロール

### Disc2
1. 2008.10.9-2009.4.29 Live & Documentary